# Малый Лёч
Малый Лёч (офиц. Малый Лэч) — река в России, протекает по Республике Коми. Сливаясь с рекой Большой Лёч образуют Лёч. Длина реки составляет 28 км.
Имеет левый приток — Давъёль.

## Данные водного реестра
По данным государственного водного реестра России относится к Двинско-Печорскому бассейновому округу, водохозяйственный участок реки — Вычегда от города Сыктывкар и до устья, речной подбассейн реки — Вычегда. Речной бассейн реки — Северная Двина.
Код объекта в государственном водном реестре — 03020200212103000020398.